# Кампомарино (Таранто)
Кампомарино (итал. Campomarino di Maruggio) је насеље у Италији у округу Таранто, региону Апулија.
Према процени из 2011. у насељу је живело 121 становника. Насеље се налази на надморској висини од 2 м.